# Паннвиц, Хайнц
Хайнц Паннвиц (нем. Heinz Pannwitz), настоящее имя Хайнц Паульсен (нем. Heinz Paulsen) (28 июля 1911, Берлин — 1975) — офицер гестапо и СС, руководитель зондеркоманды против «Красной капеллы».

## Биография
В юности поступил на теологический факультет, который не окончил. После годичной службы в армии в 1937 получил место в берлинской полиции и в том же году вступил в НСДАП. Служил в полиции сначала стажёром, а затем, после сдачи экзамена в 1939 г., комиссаром. Был направлен в Прагу для работы в гестапо и руководил там отделом, расследовавшим покушения и саботаж, назначен главой специальной комиссии по расследованию убийства Гейдриха. Затем попросил отправить его на фронт и прослужил четыре с половиной месяца в составе одного из подразделений полка особого назначения «Бранденбург» на советско-финском фронте. Затем его снова вызвали в Берлин, где начальник четвёртого управления РСХА Мюллер лично поручил ему ознакомиться с делом «Красной капеллы». Был, по одним данным, перевербован захваченными сотрудниками советской разведки, по другим — вёл санкционированную руководством линию по вбиванию клина между союзниками.
3 мая 1945 был захвачен французскими войсками в хижине на горе недалеко от Блуденца вместе с А. М. Гуревичем, и были доставлены в Париж для допроса и в конечном итоге переданы советским властям. В Москве все были немедленно арестованы и заключены на Лубянке, где Паннвиц пытался оправдаться перед В. С. Абакумовым и предлагал свои услуги. Был приговорён к 25 годам ГУЛага за уничтожение коммунистических ячеек в Европе. Был выпущен в начале 1954 г. и в январе 1956 г. вернулся в ФРГ.
Через несколько месяцев интерес к нему проявило ЦРУ, подозревавшее, что Паннвиц продолжает работать на советскую разведку. В октябре 1956 перенёс инфаркт. После выздоровления написал по заказу ЦРУ серию мемуаров. Впоследствии работал коммерческим агентом.